# 조영호 (탁구 선수)
조영호는 조선민주주의인민공화국의 탁구 선수였다. 1978년 태국 방콕 아시안게임에서 단식 동메달을 획득하였다.